# 래프 틸댄
리프 틸든(Leif Tilden, 1964년 3월 20일 ~ )은 미국의 배우, 각본가이다.
보스턴에서 태어났다.

## 출연 작품
- 1 마일 투 유 (2017년)
- 빅러브 (2001년)
- 재회 (2001년)
- 내 친구 버디 (1997년)
- 어메이징 닌자 (1991년) - 도나텔로 역
- 닌자 거북이 (1990년) - 도나텔로 역

### 텔레비전
- 다이너소어 (1991년)